# Artur Aivazean
Artur Aivazean (n. 14 ianuarie 1973, Erevan, Republica Sovietică Socialistă Armeană, URSS) este un trăgător de tir ce a reprezentat Ucraina, medaliat olimpic. A participat la 4 ediții ale Jocurilor Olimpice (2000, 2004, 2008, 2012) în care a câștigat o medalie de aur.